# ディーメルシュタット
ディーメルシュタット (ドイツ語: Diemelstadt, ドイツ語発音: [ˈdiːml̩ʃtat]) は、ドイツ連邦共和国ヘッセン州ヴァルデック＝フランケンベルク郡に属す市である。本市は1970年にローデン市とヴレクセン町および周辺町村がディーメルシュタット市として合併し成立した。行政機能はローデン市区に置かれている。

## 地理

### 隣接する市町村
ディーメルシュタットは、北と東はヴァールブルク（ノルトライン＝ヴェストファーレン州ヘクスター郡）、南東はフォルクマールゼン、南はバート・アーロルゼン（ともにヴァルデック＝フランケンベルク郡）、西はマルスベルク（ノルトライン＝ヴェストファーレン州ホーホザウアーラント郡）と境を接している。

### 市の構成
本市は、以下の市区からなる。
- アンメンハウゼン
- デハウゼン
- ヘルミヒハウゼン
- ヘスペリングハウゼン
- ノイドルフ
- オルペタール
- ローデン（1237年から都市権を所有、現在も行政機能が置かれている。）
- ヴェーテン
- ヴレクセン（州公認の保養地である）

### 気候
| ディーメルシュタットの気候           | ディーメルシュタットの気候 | ディーメルシュタットの気候 | ディーメルシュタットの気候 | ディーメルシュタットの気候 | ディーメルシュタットの気候 | ディーメルシュタットの気候 | ディーメルシュタットの気候 | ディーメルシュタットの気候 | ディーメルシュタットの気候 | ディーメルシュタットの気候 | ディーメルシュタットの気候 | ディーメルシュタットの気候 | ディーメルシュタットの気候 |
| 月                                   | 1月                        | 2月                        | 3月                        | 4月                        | 5月                        | 6月                        | 7月                        | 8月                        | 9月                        | 10月                       | 11月                       | 12月                       | 年                         |
| ------------------------------------ | -------------------------- | -------------------------- | -------------------------- | -------------------------- | -------------------------- | -------------------------- | -------------------------- | -------------------------- | -------------------------- | -------------------------- | -------------------------- | -------------------------- | -------------------------- |
| 平均最高気温 °C （°F）               | 2 (36)                     | 3 (37)                     | 7 (45)                     | 12 (54)                    | 18 (64)                    | 21 (70)                    | 22 (72)                    | 21 (70)                    | 18 (64)                    | 12 (54)                    | 6 (43)                     | 2 (36)                     | 12 (54)                    |
| 平均最低気温 °C （°F）               | －1                        | 0 (32)                     | 0 (32)                     | 3 (37)                     | 7 (45)                     | 10 (50)                    | 12 (54)                    | 11 (52)                    | 8 (46)                     | 5 (41)                     | 1 (34)                     | 0 (32)                     | 4.7 (40.5)                 |
| 降水量 mm （inch）                   | 42 (1.65)                  | 38 (1.5)                   | 40 (1.57)                  | 44 (1.73)                  | 50 (1.97)                  | 58 (2.28)                  | 75 (2.95)                  | 66 (2.6)                   | 55 (2.17)                  | 55 (2.17)                  | 46 (1.81)                  | 50 (1.97)                  | 519 (20.43)                |
| 平均降水日数                         | 22                         | 20                         | 24                         | 19                         | 16                         | 20                         | 22                         | 18                         | 19                         | 23                         | 23                         | 27                         | 253                        |
| 平均月間日照時間                     | 62                         | 84                         | 124                        | 150                        | 217                        | 180                        | 217                        | 186                        | 150                        | 93                         | 30                         | 33                         | 1,533                      |
| 出典：Klima Diemelstadt. ZOOVER GmbH |                            |                            |                            |                            |                            |                            |                            |                            |                            |                            |                            |                            |                            |

## 歴史

### ローデン
古い入植地であるアルト＝ローデン（旧ローデン）は850年頃にカロリング朝/フランク朝時代に建設された。1000年頃ここに教区教会が建設された。その遺跡は今も遺っている。
1228年から1230年にかけてハーゲンベルクの山上に城塞が築かれた。この城山の麓に防衛施設を有するローデン市が設けられた。この集落は、1237年に初めてヴァルデック伯アドルフ1世によって、文献上に「Rothem in Castro」と明記された。1244年にこの伯はローデンを「oppidum meum（私の都市）」と呼んでいる。アルト＝ローデンは1330年頃までに衰退した。住民達は現在の旧市街周辺に定住した。
最初の市教会は13世紀に建設されたが、1540年の火災で焼失した。1560年から1566年に新しい教会が再建された。
1648年から、ヴァルデック伯（後のヴァルデック侯）ゲオルク・フリードリヒの治世、ローデンはヴァルデック伯領（侯領）の宮廷所在地となった。1647年から1654年にかけてゲオルク・フリードリヒは城塞の基礎壁上に現在の城館を建設した。1650年頃にノイシュタット（直訳すると「新しい街」）が設けられた。宮廷は1664年にアーロルゼンに移った。
この街は大きな火災に3度あっている。1735年に149棟、1753年に10棟、1873年に98棟の家屋がその犠牲となった。

### 市町村合併
ディーメルシュタットは、1970年11月1日にローデン市およびヴレクセン町が自由意思に基づいて合併し、成立した。同じ年にアンメンハウゼン、デハウゼン、ヘルミヒハウゼン、ノイドルフ、ヴェーテンがこれに加わり、1971年にはヘスペリングハウゼンとオルペタールがこれに続いた。住民投票の結果、新しい街の名前は「ディーメルシュタット」と決まった。合併に加わった市町村にそれまでなかった名前が採択されたのである。ローデン市の都市権はこの街に継承された。

### 人口推移
人口の増加は停滞している。アウトバーンのインターチェンジ付近に立地した多くの企業が職場を提供しており、このため特に若い家族がディーメルシュタット市には多い。

## 宗教
ディーメルシュタット市の人口のほぼ 3/4 がプロテスタントの信者である。アンメンハウゼン、デハウゼン、オルペタールを除く各市区にはそれぞれプロテスタントの教会がある。また、ローデン市区にはエホバの証人の王国会館がある。最寄りのカトリック教会は、バート・アーロルゼン、ヴァールブルク＝シェルフェーデ、マルスベルクにある。

## 行政

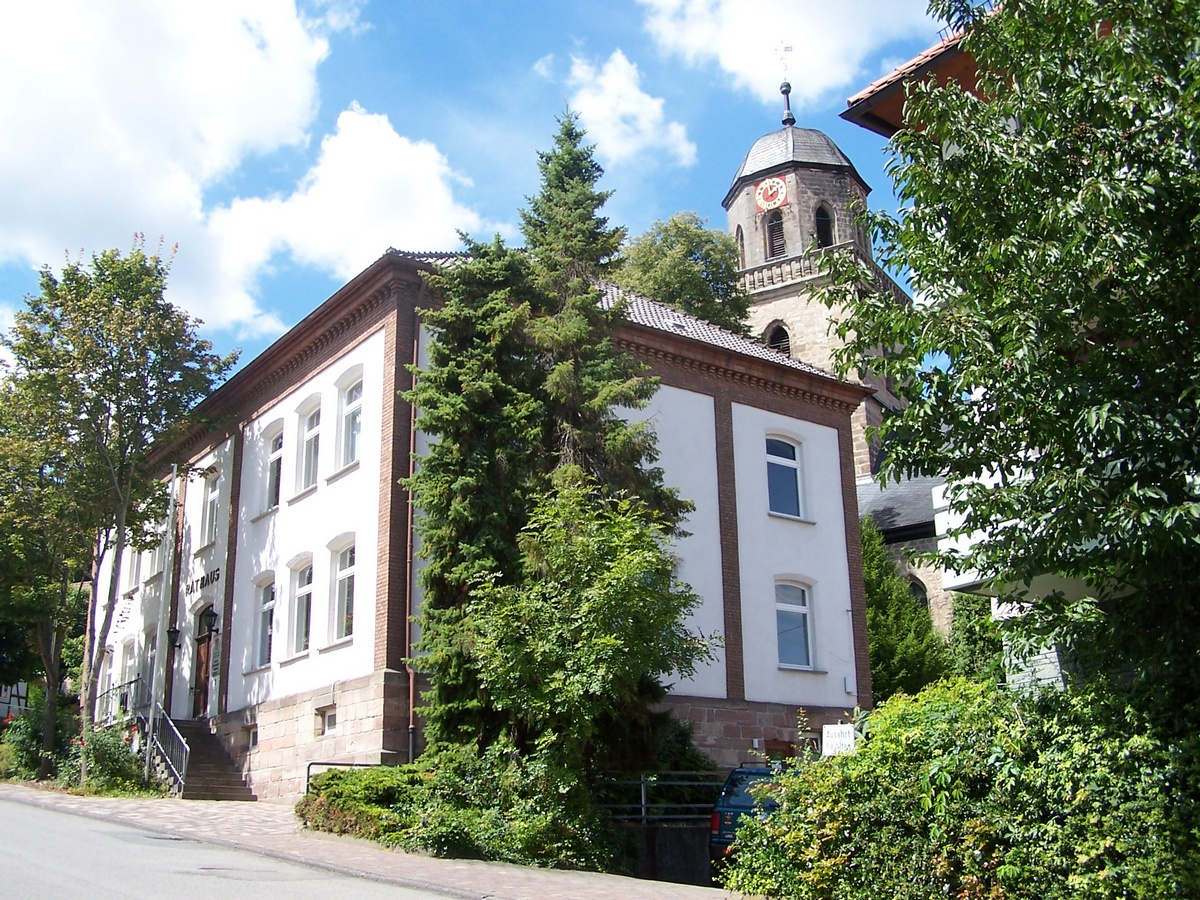
ディーメルシュタットの市庁舎。背後の塔はプロテスタント市教会の教会塔

### 議会
ディーメルシュタットの市議会は、25議席からなる

### 姉妹都市
- クラニヒフェルト（ドイツ、テューリンゲン州）1990年

## 文化と見所

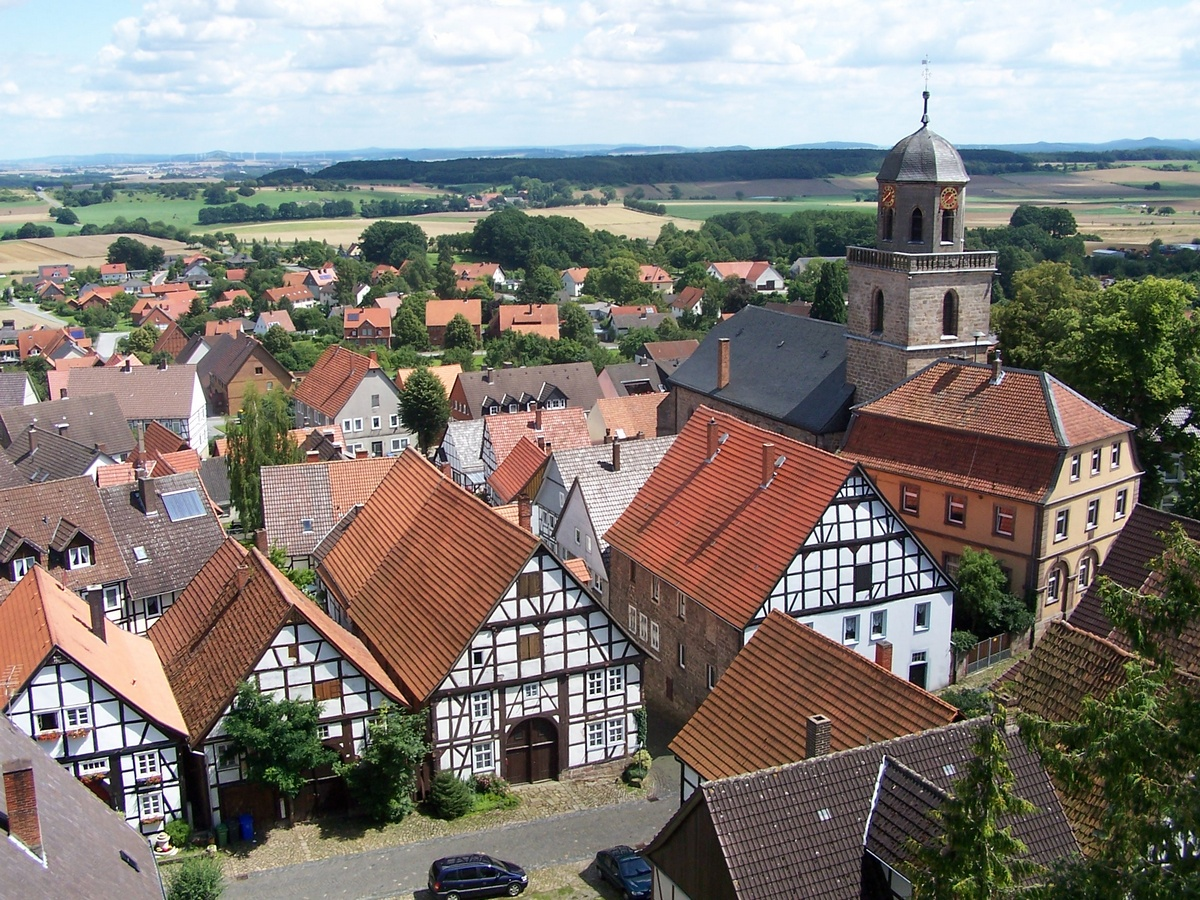
ローデン市区の旧市街

### 建造物
- ローデンの城館と領主累代の墓所
- ガウルスコプフ集落（中世初期の防衛施設）
- アルト＝ローデン教会跡
- 多くの木組み建築のアンサンブルが遺るローデン市の中世風の旧市街
- 地下聖堂を有するヴェーテン市区の教会
- ブローベック城
- グート・ビリングハウゼンの城館（オルペタール市区）

- ローデンの城館
- アルト＝ローデン教会跡

### 催し物
- 聖霊降臨祭の月曜日、ローデンで「シュナーデガング」と呼ばれるパレードが行われる。
- LARPイベント「ドラーヒェンフェスト」

## 経済と社会資本

### 交通
ディーメルシュタットは以下の広域道路網に接続している。
- アウトバーン A44号線（カッセル - ドルトムント）ローデン
- 連邦道 B252号線（ラーンタール＝ゲッティンゲン - ブロムベルク）ローデン
- 連邦道 B68号線（パーダーボルン）シェルフェーデ方面
- 連邦道 B7号線（ルール地方 - カッセル - アイゼナハ）ヴレクセン近郊

ディーメルシュタットには旅客駅が存在しない。ヴレクセンの駅は1970年代に廃止された。最寄りの駅は以下の通りである。
- ヴァールブルク駅（自動車で約 15 分）
  - ICE および IC （ハム経由デュッセルドルフ行き、カッセル - エアフルト - ハレ (ザーレ) - ベルリン経由シュトラールズント行き、ケルン行き、ミュンヘン行き）
  - RE および RB （メシェデ経由ハーゲン行き、カッセル行き、ハム - パーダーボルン経由ミュンスター行き
- シェルフェーデ駅およびマルスベルク駅（自動車で約 10 分）
  - RE （ハーゲン行き、ヴァールブルク経由カッセル行き）
- バート・アーロルゼン駅（自動車で約 15 分）
  - RE （カッセル行き、コルバッハ行き）

最寄りの空港はこの街のすぐ近くにある。
- パーダーボルン/リップシュタット空港（自動車で約 30 分）
- カッセル＝カルデン空港（自動車で約 45 分）

### 地元企業
- hewe-fensterbau GmbH
- Jäkel GmbH & Co. KG Maschinenmesserfabrik
- Okel GmbH & Co. KG Ausbau, Maler, Putz
- Sinemus e.K. Landtechnik Diemelstadt-Wethen
- Smurfit Kappa Group|Smurfit Kappa C. D. Haupt Papier- und Pappenfabrik GmbH
- Spedition Varlemann in Diemelstadt-Wrexen und Diemelstadt-Rhoden
- Sprick GmbH Bielefelder Papier- und Wellpappenwerke & Co. （分工場）

### 教育
- ヴレクセン基礎課程学校
- シュロスベルクシューレ・ローデン（共同型総合学校）
- ローデン基礎課程学校

## 引用
1. ↑  Hessisches Statistisches Landesamt: Bevölkerung in Hessen am 31.12.2023 (Landkreise, kreisfreie Städte und Gemeinden, Einwohnerzahlen auf Grundlage des Zensus 2011)]
2. ↑  Max Mangold, ed (2005). Duden, Aussprachewörterbuch (6 ed.). Dudenverl. p. 273. ISBN 978-3-411-04066-7
3. ↑  “Wetter Diemelstadt”. 2012年1月29日閲覧。
4. ↑  ディーメルシュタット市のウェブサイト、見所の項
5. ↑   市議会選挙結果 (hsl.de)